# SH-03G
ドコモ スマートフォン AQUOS ZETA SH-03G（ドコモ スマートフォン アクオス ゼータ エスエイチゼロサンジー）は、シャープによって開発された、NTTドコモの第3.9世代移動通信システム（Xi）と第3世代移動通信システム（FOMA）とのデュアルモード端末である。ドコモ スマートフォン（第2期）のひとつ。

## 概要
SH-01Gの後継機種で、新開発のカラーフィルターとバックライトを搭載したIGZO液晶ディスプレイ、側面にはメタルフレームが採用されており、下側部分には前作に引き続き「グリップマジック」が搭載されるに加え、イルミネーションも内蔵されている。
独自の機能として、ロボット掃除機「ココロボ」をはじめとする同社の健康・環境家電製品に搭載されている人工知能（AI）「ココロエンジン」をベースとした「エモパー（emopa、「Emotional Partner(エモーショナルパートナー：ずっと一緒)」が語源の造語）」を搭載。
新たに指紋センサーが背面に搭載され、画面ロック解除や個人の認証が出来るようになった。
キャッチコピーは「美と知性、スタミナを備えたAQUOSの最高峰。」。

## 主な機能
| 主な対応サービス                                                      | 主な対応サービス                                      | 主な対応サービス                     | 主な対応サービス                                                  |
| --------------------------------------------------------------------- | ----------------------------------------------------- | ------------------------------------ | ----------------------------------------------------------------- |
| タッチパネル/加速度センサー                                           | PREMIUM 4G/Xi/FOMAハイスピード/VoLTE                  | Bluetooth                            | DCMX/おサイフケータイ/NFC/かざしてリンク/赤外線/トルカ            |
| ワンセグ/フルセグ/モバキャス                                          | メロディコール                                        | テザリング                           | WiFi IEEE802.11a/b/g/n/ac                                         |
| GPS                                                                   | ドコモメール/電話帳バックアップ                       | デコメール/デコメ絵文字/デコメアニメ | iチャネル                                                         |
| エリアメール/ソフトウェアーアップデート自動更新/生体認証 (指紋／虹彩) | デジタルオーディオプレーヤー(WMA・MP3他)/ハイレゾ音源 | GSM/3Gローミング(WORLD WING)         | フルブラウザ/Flash Player                                         |
| Google Play/dメニュー/dマーケット                                     | Gmail/Google Talk/YouTube/Picasa                      | バーコードリーダ/名刺リーダ          | ドコモ地図ナビ/ドコモ ドライブネット/Google Maps/ストリートビュー |

## 歴史
- 2015年5月13日 - NTTドコモより公式発表・事前予約開始。
- 2015年5月28日 - 発売開始[8]

## アップデート・不具合など
2015年6月29日のアップデート
- ホーム切替にてGoogle Now ランチャー設定時、まれに再起動する場合がある不具合を修正。
- 特定のアプリにおいて、通知音設定の変更が反映されず、初期設定の通知音が鳴る場合がある不具合を修正。
- ビルド番号が01.00.00、01.00.02から01.00.04になる。

2015年8月19日のアップデート
- まれにWi-Fiでの現在位置情報の取得ができない場合がある不具合を修正。
- ビルド番号が01.00.00、01.00.02、01.00.04から01.00.05になる。